# Saturn-Award-Verleihung 2025
Die 49. Saturn-Award-Verleihung (aufgrund der 2023 anlässlich des fünfzigjährigen Jubiläums geänderten Zählung offiziell als 52. Saturn-Award-Verleihung geführt) fand am 2. Februar 2025 statt. Die Nominierungen wurden am 5. Dezember 2024 bekanntgegeben.

## Nominierungen und Gewinner

### Film
| Kategorie                    | Preisträger                                           | Film                      | Nominierungen |
| ---------------------------- | ----------------------------------------------------- | ------------------------- | --- |
| Bester Science-Fiction-Film  |                                                       | Dune: Part Two            | Furiosa: A Mad Max Saga Die Tribute von Panem – The Ballad of Songbirds and Snakes Planet der Affen: New Kingdom Megalopolis Venom: The Last Dance |
| Bester Fantasyfilm           |                                                       | Beetlejuice Beetlejuice   | Ghostbusters: Frozen Empire Godzilla × Kong: The New Empire My Old Ass Poor Things Wonka |
| Bester Horrorfilm            |                                                       | Alien: Romulus            | Abigail Das erste Omen In a Violent Nature Longlegs A Quiet Place: Tag Eins Smile 2 – Siehst du es auch? |
| Bester Action-/Adventurefilm |                                                       | Deadpool & Wolverine      | Argylle The Fall Guy To the Moon The Ministry of Ungentlemanly Warfare Twisters |
| Bester Thriller              |                                                       | Strange Darling           | Blink Twice Civil War Saltburn Speak No Evil Wolfs |
| Bester internationaler Film  |                                                       | Godzilla Minus One        | Animalia Kill Monkey Man Oddity Die Schneegesellschaft |
| Bester Independentfilm       |                                                       | Late Night with the Devil | Dream Scenario MaXXXine The Substance Thelma – Rache war nie süßer The Thicket |
| Bester Animationsfilm        |                                                       | Der wilde Roboter         | Der Junge und der Reiher Ich – Einfach unverbesserlich 4 Alles steht Kopf 2 Kung Fu Panda 4 Spy x Family Code: White Transformers One |
| Beste Regie                  | Denis Villeneuve                                      | Dune: Part Two            | Fede Álvarez für Alien: Romulus Wes Ball für Planet der Affen: New Kingdom Tim Burton für Beetlejuice Beetlejuice Shawn Levy für Deadpool & Wolverine JT Mollner für Strange Darling Takashi Yamazaki für Godzilla Minus One |
| Bestes Drehbuch              | Oz Perkins                                            | Longlegs                  | Alfred Gough & Miles Millar für Beetlejuice Beetlejuice Shawn Levy & Ryan Reynolds für Deadpool & Wolverine Denis Villeneuve & Jon Spaihts für Dune: Part Two Takashi Yamazaki für Godzilla Minus One Josh Friedman, Rick Jaffa & Amanda Silver für Planet der Affen: New Kingdom JT Mollner für Strange Darling |
| Bester Schnitt               | Dean Zimmerman Shane Reid                             | Deadpool & Wolverine      | Jay Prychidny für Beetlejuice Beetlejuice Jake Roberts für Civil War Joe Walker für Dune: Part Two Eliot Knapman & Margaret Sixel für Furiosa: A Mad Max Saga Christopher Robin Bell für Strange Darling |
| Beste Spezialeffekte         | Paul Lambert Stephen James Rhys Salacombe Gerd Nefzer | Dune: Part Two            | Alec Gillis, Eric Barba, Nelson Sepulveda-Fauser, Daniel Macarin & Shane Mahan für Alien: Romulus Angus Bickerton, James Brennan-Craddock, Neal Scanlan & Stefano Pepin für Beetlejuice Beetlejuice Swen Gillberg, Matthew Twyford, Vincent Papaix & Dominic Tuohy für Deadpool & Wolverine Masaki Takahashi, Tatsuji Nojima, Kiyoko Shibuya & Takashi Yamazaki für Godzilla Minus One Erik Winquist, Stephen Unterfranz, Paul Story & Rodney Burke für Planet der Affen: New Kingdom Ben Snow, Florian Witzel, Charles Lai, Scott Fisher, Dave Crispino & Bill Georgiou für Twisters |
| Beste Musik                  | Danny Elfman                                          | Beetlejuice Beetlejuice   | Hans Zimmer für Dune: Part Two Dario Marianelli für Ghostbusters: Frozen Empire John Paesano für Planet der Affen: New Kingdom Cristobal Tapia de Veer für Smile 2 – Siehst du es auch? James Newton Howard für Die Tribute von Panem – The Ballad of Songbirds and Snakes |
| Beste Ausstattung            | Patrice Vermette                                      | Dune: Part Two            | Naaman Marshall für Alien: Romulus Matt Scruton für Beetlejuice Beetlejuice Ray Chan für Deadpool & Wolverine Daniel T. Dorrance für Planet der Affen: New Kingdom Danny Vermette für Longlegs |
| Bestes Kostüm                | Colleen Atwood                                        | Beetlejuice Beetlejuice   | Graham Churchyard & Mayes C. Rubeo für Deadpool & Wolverine Jacqueline West für Dune: Part Two Alex Fortes & Ruth Myers für Ghostbusters: Frozen Empire Trish Summerville für Die Tribute von Panem – The Ballad of Songbirds and Snakes Lindy Hemming für Wonka |
| Bestes Make-Up               | Pierre-Olivier Persin                                 | The Substance             | Shane Mahan für Alien: Romulus Neal Scanlan, Christine Blundell & Lesa Warrener für Beetlejuice Beetlejuice Donald Mowat, Love Larson & Eva von Bahr für Dune: Part Two Werner Pretorius, Felix Fox & Madelaine Hermans für Longlegs Jeremy Selenfriend, Sasha Grossman & Alec Gillis für Smile 2 – Siehst du es auch? |
| Bester Hauptdarsteller       | Nicolas Cage                                          | Dream Scenario            | Tom Blyth für Die Tribute von Panem – The Ballad of Songbirds and Snakes Timothée Chalamet für Dune: Part Two David Dastmalchian für Late Night with the Devil Kyle Gallner für Strange Darling Michael Keaton für Beetlejuice Beetlejuice Ryan Reynolds für Deadpool & Wolverine |
| Beste Hauptdarstellerin      | Demi Moore                                            | The Substance             | Willa Fitzgerald für Strange Darling Lupita Nyong’o für A Quiet Place: Tag Eins Winona Ryder für Beetlejuice Beetlejuice Naomi Scott für Smile 2 – Siehst du es auch? June Squibb für Thelma – Rache war nie süßer Anya Taylor-Joy für Furiosa: A Mad Max Saga |
| Bester Nebendarsteller       | Hugh Jackman                                          | Deadpool & Wolverine      | Josh Brolin für Dune: Part Two Austin Butler für Dune: Part Two Nicolas Cage für Longlegs Willem Dafoe für Beetlejuice Beetlejuice David Jonsson für Alien: Romulus Owen Teague für Planet der Affen: New Kingdom |
| Beste Nebendarstellerin      | Rebecca Ferguson                                      | Dune: Part Two            | Emma Corrin für Deadpool & Wolverine Barbara Hershey für Strange Darling Juliette Lewis für The Thicket Margaret Qualley für The Substance Cailee Spaeny für Alien: Romulus Zendaya für Dune: Part Two |
| Bester Nachwuchsschauspieler | Jenna Ortega                                          | Beetlejuice Beetlejuice   | Freya Allan für Planet der Affen: New Kingdom Mckenna Grace für Ghostbusters: Frozen Empire Kaylee Hottle für Godzilla × Kong: The New Empire Calah Lane für Wonka Alisha Weir für Abigail Rachel Zegler für Die Tribute von Panem – The Ballad of Songbirds and Snakes |

### Fernsehen
| Kategorie                           | Preisträger     | Serie                               | Nominierungen |
| ----------------------------------- | --------------- | ----------------------------------- | --- |
| Beste Science-Fiction-Serie         |                 | Fallout                             | 3 Body Problem The Ark Dark Matter – Der Zeitenläufer Star Trek: Discovery Ahsoka |
| Beste Fantasyserie                  |                 | House of the Dragon                 | Avatar – Der Herr der Elemente For All Mankind Der Herr der Ringe: Die Ringe der Macht Percy Jackson: Die Serie The Spiderwick Chronicles |
| Beste Horrorserie                   |                 | From                                | Interview with the Vampire Creepshow Evil Grotesquerie Teacup The Walking Dead: Daryl Dixon |
| Beste Action-/Thrillerserie         |                 | Cobra Kai                           | Bosch: Legacy Found High Potential Aus Mangel an Beweisen True Detective Tulsa King |
| Beste Adventureserie                |                 | Monarch: Legacy of Monsters         | La Brea Mr. & Mrs. Smith Reacher Shōgun John Sugar |
| Beste Fernsehpräsentation           |                 | The Walking Dead: The Ones Who Live | Apartment 7A Don’t Move Der Untergang des Hauses Usher Fargo Ripley Salem’s Lot – Brennen muss Salem |
| Beste Superheldenserie              |                 | Agatha All Along                    | Loki Superman & Lois The Boys The Penguin The Umbrella Academy |
| Beste Animationsserie               |                 | Star Wars: The Bad Batch            | Batman: Caped Crusader Gremlins Kaiju No. 8 Star Trek: Lower Decks X-Men ’97 |
| Best Genre Comedy Television Series |                 | Ghosts                              | Chucky Only Murders in the Building Resident Alien Ted What We Do in the Shadows |
| Bester TV-Hauptdarsteller           | Colin Farrell   | The Penguin                         | Walton Goggins für Fallout Jon Hamm für Fargo Andrew Lincoln für The Walking Dead: The Ones Who Live Harold Perrineau, Jr. für From Norman Reedus für The Walking Dead: Daryl Dixon Kurt Russell & Wyatt Russell für Monarch: Legacy of Monsters |
| Beste TV-Hauptdarstellerin          | Rosario Dawson  | Ahsoka                              | Emma D’Arcy für House of the Dragon Jodie Foster für True Detective Danai Gurira für The Walking Dead: The Ones Who Live Kathryn Hahn für Agatha All Along Melissa McBride für The Walking Dead: Daryl Dixon Ella Purnell für Fallout            |
| Bester TV-Nebendarsteller           | Antony Starr    | The Boys                            | Matt Berry für What We Do in the Shadows Brandon Scott Jones für Ghosts Lamorne Morris für Fargo Aaron Moten für Fallout Matt Smith für House of the Dragon Henry Thomas für Der Untergang des Hauses Usher                                      |
| Beste TV-Nebendarstellerin          | Cristin Milioti | The Penguin                         | Jennifer Connelly für Dark Matter – Der Zeitenläufer Jennifer Jason Leigh für Fargo Pollyanna McIntosh für The Walking Dead: The Ones Who Live Elizabeth Saunders für From Anna Sawai für Monarch: Legacy of Monsters Rebecca Wisocky für Ghosts |
| Bester TV-Gastdarsteller            | Mark Hamill     | Der Untergang des Hauses Usher      | Matthew Jeffers für The Walking Dead: The Ones Who Live Martin Kove für Cobra Kai Kyle MacLachlan für Fallout Andrea Martin für Evil Aubrey Plaza für Agatha All Along Ke Huy Quan für Loki                                                      |
| Bester TV-Nachwuchsschauspieler     | Xolo Maridueña  | Cobra Kai                           | Zackary Arthur für Chucky Hannah Cheramy für From Cameron Crovetti für The Boys Rhenzy Feliz für The Penguin Joe Locke für Agatha All Along Louis Puech Scigliuzzi für The Walking Dead: Daryl Dixon                                             |